# 9323 Хірохісасато
9323 Хірохісасато (9323 Hirohisasato) — астероїд головного поясу, відкритий 11 лютого 1989 року.
Тіссеранів параметр щодо Юпітера — 3,517.